# Grabowieckie Skały
Grabowieckie Skały (niem. Gräberstein) – grupa skał, w skład której wchodzą: Mała, Patelnia i Ostra w Karkonoszach.

## Położenie
Granitowe skały o różnych kształtach położone na wysokości 720 m n.p.m. znajdują się w pobliżu Babiej Ścieżki (Sosnówka – Dobre Źródło), na północnym zboczu szczytu Grabowiec. Według przekazów na jednej z nich – Patelni – odbywały się sabaty czarownic. Skały do 1945 były pomnikiem przyrody.

## Szlaki turystyczne
W pobliżu biegnie szlak turystyczny:
- czerwony: Główny Szlak Sudecki Karpacz – Mysłakowice[1].